# Негровецька сільська рада
| Негровецька сільська рада — колишній орган місцевого самоврядування у Міжгірському районі Закарпатської області з адміністративним центром у с. Негровець. Сільській раді підпорядковані населені пункти: - с. Негровець - с. Косів Верх |

## Склад ради
Рада складається з 16 депутатів та голови.

## Керівний склад сільської ради
| ПІБ                 | Основні відомості                                                               | Дата обрання | Дата звільнення |
| ------------------- | ------------------------------------------------------------------------------- | ------------ | --------------- |
| Ярема Іван Іванович | Сільський голова, 1965 року народження, освіта, безпартійний                    | 26.03.2006   | 31.10.2010      |
| Ярема Іван Іванович | Сільський голова, 1965 року народження, освіта середня спеціальна, безпартійний | 31.10.2010   |                 |

Примітка: таблиця складена за даними джерела

## Населення
Згідно з переписом УРСР 1989 року чисельність наявного населення сільської ради становила 2229 осіб, з яких 1074 чоловіки та 1155 жінок.
За переписом населення України 2001 року в сільській раді мешкало 2247 осіб.

### Мова
Розподіл населення за рідною мовою за даними перепису 2001 року:
| Мова       | Відсоток |
| ---------- | -------- |
| українська | 99,47 %  |
| російська  | 0,53 %   |